# Tour des Flandres 1964
Le Tour des Flandres 1964 est la 48e édition du Tour des Flandres. La course a lieu le 5 avril 1964, avec un départ à Gand et une arrivée à Gentbrugge sur un parcours de 236 kilomètres.
Le vainqueur final est le coureur ouest-allemand Rudi Altig, qui s'impose avec quatre minutes d'avance sur le Belge Benoni Beheyt et le Néerlandais Jo de Roo.

## Classement final
|    | Coureur                | Pays                 | Équipe                      | Temps           |
| -- | ---------------------- | -------------------- | --------------------------- | --------------- |
| 1  | Rudi Altig             | Allemagne de l'Ouest | Saint-Raphaël-Gitane-Dunlop | 5 h 43 min 27 s |
| 2  | Benoni Beheyt          | Belgique             | Wiels-Groene Leeuw          | + 4 min 05 s    |
| 3  | Jo de Roo              | Pays-Bas             | Saint-Raphaël-Gitane-Dunlop | m. t.           |
| 4  | Edward Sels            | Belgique             | Solo-Superia                | m. t.           |
| 5  | Georges Van Coningsloo | Belgique             | Peugeot-BP-Englebert        | m. t.           |
| 6  | Arthur Decabooter      | Belgique             | Solo-Superia                | m. t.           |
| 7  | Jozef Verachtert       | Belgique             | Dr. Mann                    | m. t.           |
| 8  | Gustaaf De Smet        | Belgique             | Wiels-Groene Leeuw          | m. t.           |
| 9  | Gilbert Desmet         | Belgique             | Wiels-Groene Leeuw          | m. t.           |
| 10 | Rik Van Looy           | Belgique             | Solo-Superia                | m. t.           |